# حقوق الإنسان في كوبا

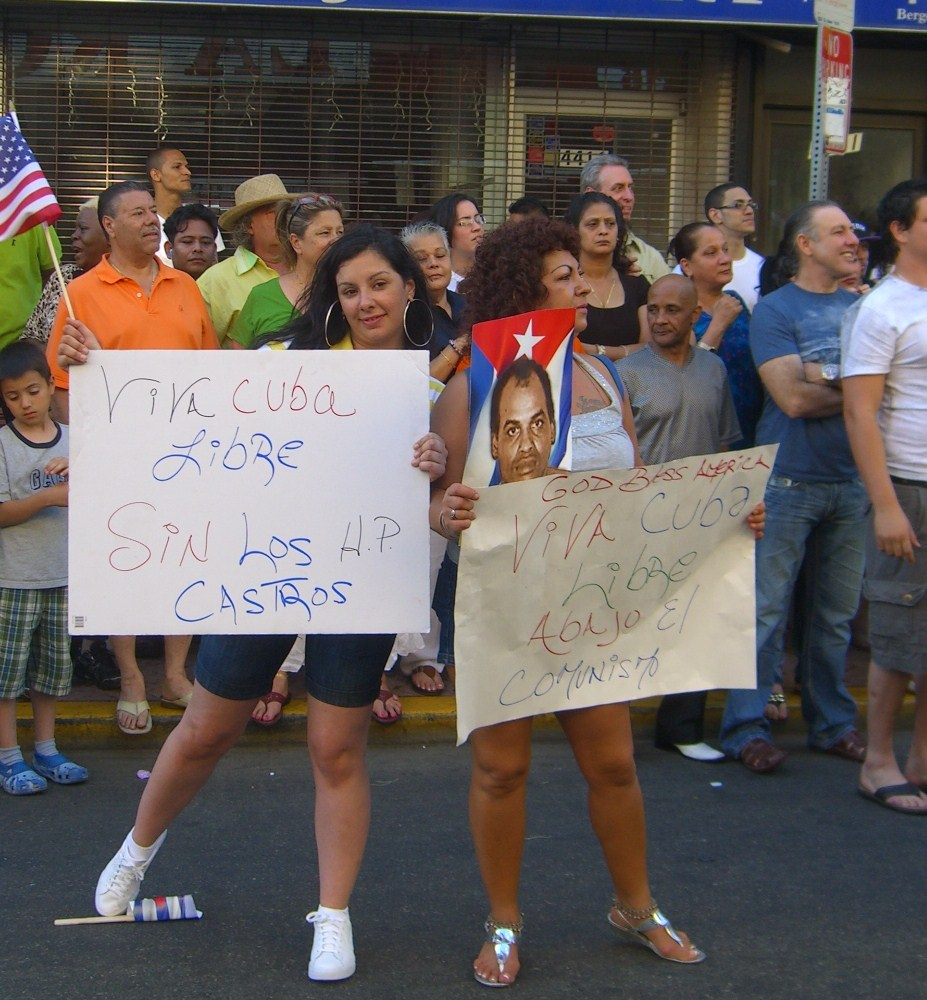

تخضع حقوق الإنسان في كوبا لتدقيق منظمات حقوق الإنسان التي تتهم الحكومة الكوبية بانتهاكات منهجية لحقوق الإنسان بما في ذلك السجن التعسفي والمحاكمات غير العادلة. لفتت منظمات حقوق الإنسان الدولية مثل منظمة العفو الدولية وهيومن رايتس ووتش الانتباه إلى تصرفات حركة حقوق الإنسان وأطلقت اسم «سجناء الرأي» على أفرادها مثل أوسكار إلياس بيسيت. أُنشئت اللجنة الدولية للديمقراطية في كوبا بقيادة رؤساء الدول السابقين فاتسلاف هافيل من جمهورية التشيك وخوسيه ماريا أثنار من إسبانيا وباتريسيو إيلوين من شيلي لدعم الحركة المدنية.
يحد القانون الكوبي من حرية التعبير وتكوين الجمعيات والتجمع والتحرك والصحافة بالإضافة إلى القلق بشأن سير الإجراءات القانونية الواجبة. بقيت كوبا في حالة إلحاد رسمي حتى عام 1992، وقالت منظمة هيومن رايتس ووتش: «تتيح كوبا الآن فرصًا أكبر للتعبير الديني عما كانت عليه في الأعوام الماضية، وسمحت للعديد من الجماعات الإنسانية التي تديرها الأديان بالعمل، ولا تزال الحكومة تسيطر بشكل كبير على المؤسسات الدينية والجماعات التابعة والمؤمنين الأفراد». احتلت الرقابة في كوبا أيضا مركز الشكاوى، وينص تقرير هيومن رايتس ووتش في عام 2017 على مواصلة الحكومة الاعتماد على الاعتقال التعسفي لمضايقة وتخويف النقاد والناشطين المستقلين والمعارضين السياسيين وغيرهم.
أضاف هذا التقرير أن اللجنة الكوبية لحقوق الإنسان والمصالحة الوطنية، وهي مجموعة مستقلة لحقوق الإنسان، تفتقر إلى إذن رسمي وتُعتبر غير قانونية من قبل الحكومة، تلقت أكثر من 7900 تقرير عن حالات اعتقال تعسفي بدءًا من شهر يناير إلى أغسطس في عام 2016. ويمثل هذا أعلى المتوسط الشهري للاعتقالات في السنوات الست الماضية.
أشار التقرير السنوي لمنظمة العفو الدولية لعام 2017-2018 إلى زيادة حالات الاعتقال التعسفي وعمليات التسريح التمييزية التي تنفذها وكالات الدولة والمضايقات في الأعمال الحرة بهدف جعلها خاضعة وغير ناقدة. ذكرت منظمة العفو الدولية تقييد التقدم في مجال التعليم بسبب الرقابة المستمرة على الإنترنت وخارجه. ظلت كوبا منغلقة في الغالب أمام مراقبي حقوق الإنسان المستقلين.

## كوبا المعاصرة

### القمع السياسي
أفاد تقرير أصدرته هيومن رايتس ووتش في عام 2009 بأن «راؤول كاسترو أبقى الآلية القمعية الكوبية ثابتة في مكانها منذ أن تسلمها شقيقه فيدل كاسترو». وجد التقرير أن «الكثير من السجناء السياسيين المعتقلين تحت ظل فيدل بقوا محتجزين في السجن، واستخدم راؤول القوانين الصارمة والمحاكمات الوهمية لسجن العشرات ممن تجرأوا على ممارسة حقوقهم الأساسية».
صنّفت منظمة فريدم هاوس التي تمولها الحكومة الأمريكية كوبا على أنها بلد غير حر، وقالت إن «كوبا هي الدولة الوحيدة والأولى في الأمريكتين التي تتوضع باستمرار في قائمة فريدوم هاوس لأسوأ الأسوأ: أكثر المجتمعات قمعًا في العالم للانتهاكات واسعة النطاق للحقوق السياسية والحريات المدنية. كُتب في تقرير هيومن رايتس ووتش لعام 2017 أن الصحفيين المستقلين الذين ينشرون معلومات تُعتبر ناقدة للحكومة يخضعون لحملات التشهير والاعتقالات التعسفية مثلهم مثل الفنانين والأكاديميين الذين يطالبون بالمزيد من الحريات.
يشير تقرير هيومن رايتس ووتش لعام 1999 إلى أن المسؤولية الرئيسية لوزارة الداخلية هي مراقبة السكان الكوبيين بحثًا عن ملامح الانشقاق فيهم. ظهرت آليتان جديدتان للمراقبة الداخلية والسيطرة في عام 1991. نظم قادة الحزب الشيوعي الأنظمة المفردة لليقظة والحماية. تعمل كتائب العمل السريع والمشار إليها أيضًا باسم كتائب الاستجابة السريعة على مراقبة المنشقين والسيطرة عليهم. تحتفظ الحكومة أيضًا بالملفات الأكاديمية وملفات العمل لكل مواطن حيث يقوم المسئولون بتسجيل الإجراءات أو البيانات التي يمكن أن تؤثر على ولاء الشخص للثورة. يجب أن يكون سجل الفرد مقبولاً أولاً قبل التقدم إلى مدرسة جديدة أو منصب جديد.
أعلنت وزارة التجارة الأمريكية في 18 أكتوبر في عام 2019 أن الولايات المتحدة ستفرض عقوبات جديدة على كوبا بسبب سجلها السيئ في مجال حقوق الإنسان ودعم الحكومة الفنزويلية. ذُكر استمرار خوسيه دانيال فيرير في الاعتقال بشكل خاص في بيان مختلف صادر عن وزارة الخارجية الأمريكية. ظل فيرير الذي يرأس الاتحاد الوطني الكوبي محتجزًا لدى الحكومة الكوبية دون الإفراج عن مكان وجوده. 

### الرقابة
اعتمدت كوبا رسمياً الحقوق المدنية والسياسية الواردة في الإعلان العالمي لحقوق الإنسان في عام 1948، وكان أحد المبادئ الأساسية في الإعلان هو الإصرار على حرية التعبير والرأي. ينص الدستور الكوبي على السماح بحرية التعبير تماشيًا مع أهداف المجتمع الاشتراكي، وأن الإبداع الفني مسموح به بشرط عدم تعارض محتواه مع الثورة.
جاء ترتيب كوبا في أسفل مؤشر حرية الصحافة لعام 2008 الذي جمعته منظمة مراسلون بلا حدود. سُميت كوبا بأنها واحدة من أكثر عشر دول خاضعة للرقابة في العالم من قبل لجنة حماية الصحفيين. يُفترض امتثال الكتب والصحف والقنوات الإذاعية والقنوات التلفزيونية والأفلام والموسيقى للرقابة، وذلك على الرغم من سماع ومشاهدة الكثير من وسائل الإعلام الأجنبية، وخاصة الأفلام والموسيقى، دون أي تدخل من جانب الشرطة. تعمل وسائل الإعلام تحت إشراف إدارة التوجه الثوري للحزب الشيوعي التي تطور وتنسق استراتيجيات الدعاية.
تعتقد مجموعات حقوق الإنسان والمنظمات الدولية أن هذه المواد تخضع لممارسة حرية التعبير للدولة. تقدر لجنة البلدان الأمريكية لحقوق الإنسان ما يلي: «تُحكم ممارسة الحق في حرية التعبير بموجب هذه المادة من الدستور بشكل واضح من قبل محددان أساسيان، يتجسد الأول في الحفاظ على الدولة الشيوعية وتعزيزها، ويتمثل الثاني من ناحية أخرى إلى الحاجة إلى كبح أي انتقاد للجماعة في السلطة.
تؤكد منظمة حقوق الإنسان التابعة لمنظمة العفو الدولية أن الملكية العامة للدولة لوسائل الإعلام تعني تقييد حرية التعبير، وبالتالي فإن ممارسة حق حرية التعبير هي ممارسة مقيدة بسبب الافتقار إلى وسائل الاتصال الجماهيري التي تقع خارج سيطرة الدولة. تقول هيومن رايتس ووتش: «تحرم الحكومة الجماعات المحلية لحقوق الإنسان من وضعها القانوني بسبب رفضها الاعتراف بمراقبة حقوق الإنسان كنشاط مشروع».
يواجه الأفراد المنتمون إلى هذه الجماعات مضايقات منهجية، وتضع الحكومة العقبات أمامهم لمنع توثيق حقوق الإنسان. يُمنع جماعات حقوق الإنسان الدولية أيضًا مثل هيومن رايتس ووتش ومنظمة العفو الدولية من إرسال بعثات لتقصي الحقائق إلى كوبا، وهي لا تزال واحدة من الدول القليلة في العالم التي تحظر دخول لجنة الصليب الأحمر الدولية إلى سجونها. واصلت شبكات الناشطين مثل عين على كوبا العمل بهدف زيادة الوعي حول الوضع الحقيقي فيما يتعلق بالحقوق الإنسانية والمدنية في جزيرة الحرية، وتوجيه النداء إلى الاتحاد الأوروبي وأعضائه لتطبيق نهج مسئول تجاه كوبا في سياستهم الخارجية. يتوفر الدعم المالي والتمثيل القانوني من قبل المنظمات غير الحكومية الأجنبية كجزء من شبكة كوبا للاتحاد الأوروبي.

### قيود التجمع
ذكرت هيومن رايتس ووتش أن حرية التجمع مقيدة بشدة في كوبا، ويُمنع المنشقون السياسيون عمومًا من الاجتماع في مجموعات كبيرة. تنص منظمة العفو على أن جميع حقوق الإنسان والجمعيات المدنية والنقابية والنقابات الموجودة اليوم في كوبا خارج رسمية أجهزة الدولة والمنظمات الجماهيرية التي تسيطر عليها الحكومة ممنوعة من الحصول على وضع قانوني. غالبًا ما يشكل هذا خطرًا على الأفراد الذين ينتمون إلى هذه الجمعيات التي تواجه المضايقة أو التخويف أو التهم الجنائية، وذلك بسبب الأنشطة التي تشكل ممارسة مشروعة للحريات الأساسية للتعبير وتكوين الجمعيات والتجمع.
لا تعترف السلطات الكوبية إلا باتحاد عمالي واحد، وهو مركز دي تراباخادوريس دي كوبا الخاضع لسيطرة الدولة والحزب الشيوعي الذي يعين قادته، وتُعد العضوية إلزامية لجميع العمال. يجب أن يوقع العامل على عقد يعد فيه بدعم الحزب الشيوعي وكل ما يمثله قبل التوظيف. حظرت الحكومة صراحة النقابات العمالية المستقلة، وحدثت العديد من المضايقات واحتجاز الناشطين العماليين، وسُجن زعماء النقابات المستقلة. لا يُعتبر الحق في الإضراب حقًا معترفًا به في القانون الكوبي.

## العلاقات بين الأعراق
أشار إستيبان موراليس دومينغيز إلى العنصرية المؤسسية في كتابه بعنوان «تحديات المشكلة العرقية في كوبا». تناقش السياسة العنصرية في كوبا ما بعد الثورة السياسة العنصرية السائدة في كوبا الشيوعية.
يصف إنريكيه باترسون، الذي يكتب في صحيفة ميامي هيرالد، العرق بأنه «قنبلة اجتماعية»، ويقول: «إذا سمحت الحكومة الكوبية للكوبيين السود بالتنظيم والحديث عن مشاكلهم قبل السلطات، فستسقط الشمولية». يقول كارلوس مور الذي كتب الكثير حول هذه القضية: «يوجد هناك تهديد غير معروف المصدر.يعرف السود في كوبا أنهم كلما تحدثوا عن موضوع العرق، فسيذهبون إلى السجن فأدى الأمر إلى اختلاف الصراع في كوبا. لا يمكن أن يكون هناك حركة حقوق مدنية، بل سيكون لديك 10000 قتيل أسود على الفور». يقول إن هناك جيلًا جديدًا من الكوبيين السود ينظرون إلى السياسة بطريقة أخرى.